# Kolarstwo szosowe na Letnim Olimpijskim Festiwalu Młodzieży Europy 2019
Kolarstwo szosowe na Letnim Olimpijskim Festiwalu Młodzieży Europy 2019 – jedna z dyscyplin na letnim olimpijskim festiwalu młodzieży Europy w Baku. Zawody zostały rozegrane 23 i 25 lipca 2019 roku.

## Medaliści
| Konkurencja                | Złoto         | Srebro              | Brąz                   |       |
| Dziewczęta                 |               |                     |                        |       |
| Jazda indywidualna na czas | Zoe Backstedt | Alona Iwanczenko    | Laura Lizette Sander   | [ 1 ] |
| Wyścig ze startu wspólnego | Zoe Backstedt | Francesca Barale    | Alona Iwanczenko       | [ 2 ] |
| Chłopcy                    |               |                     |                        |       |
| Jazda indywidualna na czas | Madis Mihkels | Dario Igor Belletta | Konstantin Aładaszwili | [ 3 ] |
| Wyścig ze startu wspólnego | Madis Mihkels | Dario Igor Belletta | Martin Svrček          | [ 4 ] |

## Klasyfikacja medalowa
Źródło:
| Pozycja | Reprezentacja   | Złoto | Srebro | Brąz | Razem |
| ------- | --------------- | ----- | ------ | ---- | ----- |
| 1.      | Estonia         | 2     | 0      | 1    | 3     |
| 2.      | Wielka Brytania | 2     | 0      | 0    | 2     |
| 3.      | Włochy          | 0     | 3      | 0    | 3     |
| 4.      | Rosja           | 0     | 1      | 2    | 3     |
| 5.      | Słowacja        | 0     | 0      | 1    | 1     |
| Razem   | Razem           | 4     | 4      | 4    | 12    |